# Улица Паула Валдена (Рига)
Улица Па́ула Ва́лдена (латыш. Paula Valdena iela) — улица в Курземском районе города Риги, в историческом районе Кипсала. Пролегает в направлении с востока на запад, от улицы Кипсалас до набережной Зунда, отделяя корпуса Рижского технического университета от Международного выставочного центра «Кипсала». С другими улицами не пересекается. По другую сторону улицы Кипсалас продолжается как улица Самсалас.

## История
Улица Паула Валдена сформировалась в 1970-е годы как безымянный проезд вдоль территории Рижского политехнического института, как в то время именовался РТУ. В июне 2013 года, в связи со 150-летием химика Пауля Вальдена (1863—1957), профессора Рижского политехнического института, Рижская дума присвоила имя этого учёного безымянной улице. Торжественное открытие улицы состоялось в день юбилея учёного, 26 июля 2013 года.

## Транспорт

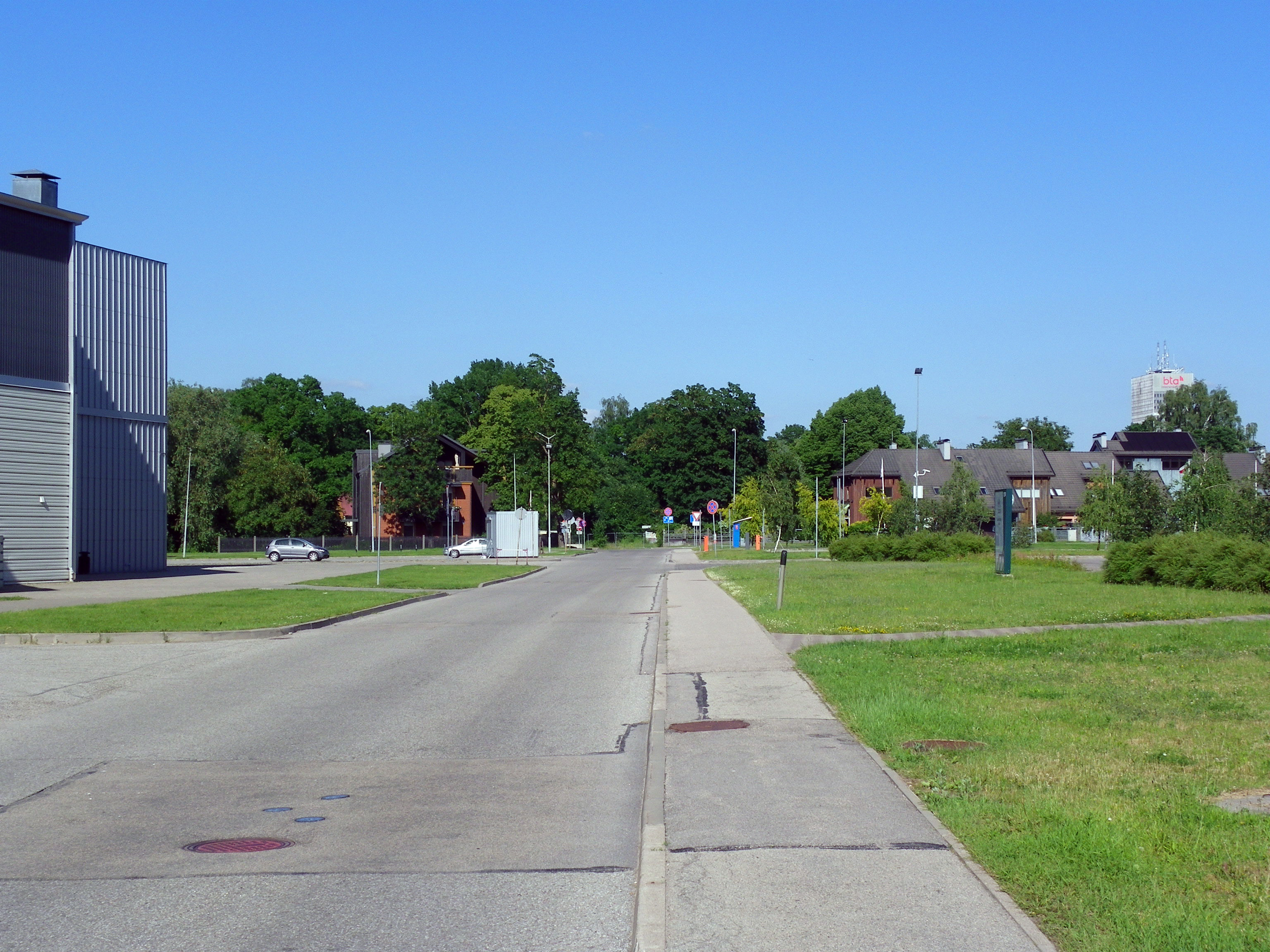
Вид в сторону улицы Кипсалас

Общая длина улицы составляет 283 метра. На всём протяжении асфальтирована, разрешено движение в обоих направлениях. По обеим сторонам устроены асфальтированные тротуары. Средняя ширина проезжей части — 6,4 метра. Общественный транспорт по улице не курсирует.
Во время проведения в Риге марафонских забегов улица Паула Валдена нередко становится частью их маршрута, в связи с чем движение здесь временно перекрывается.

## Застройка

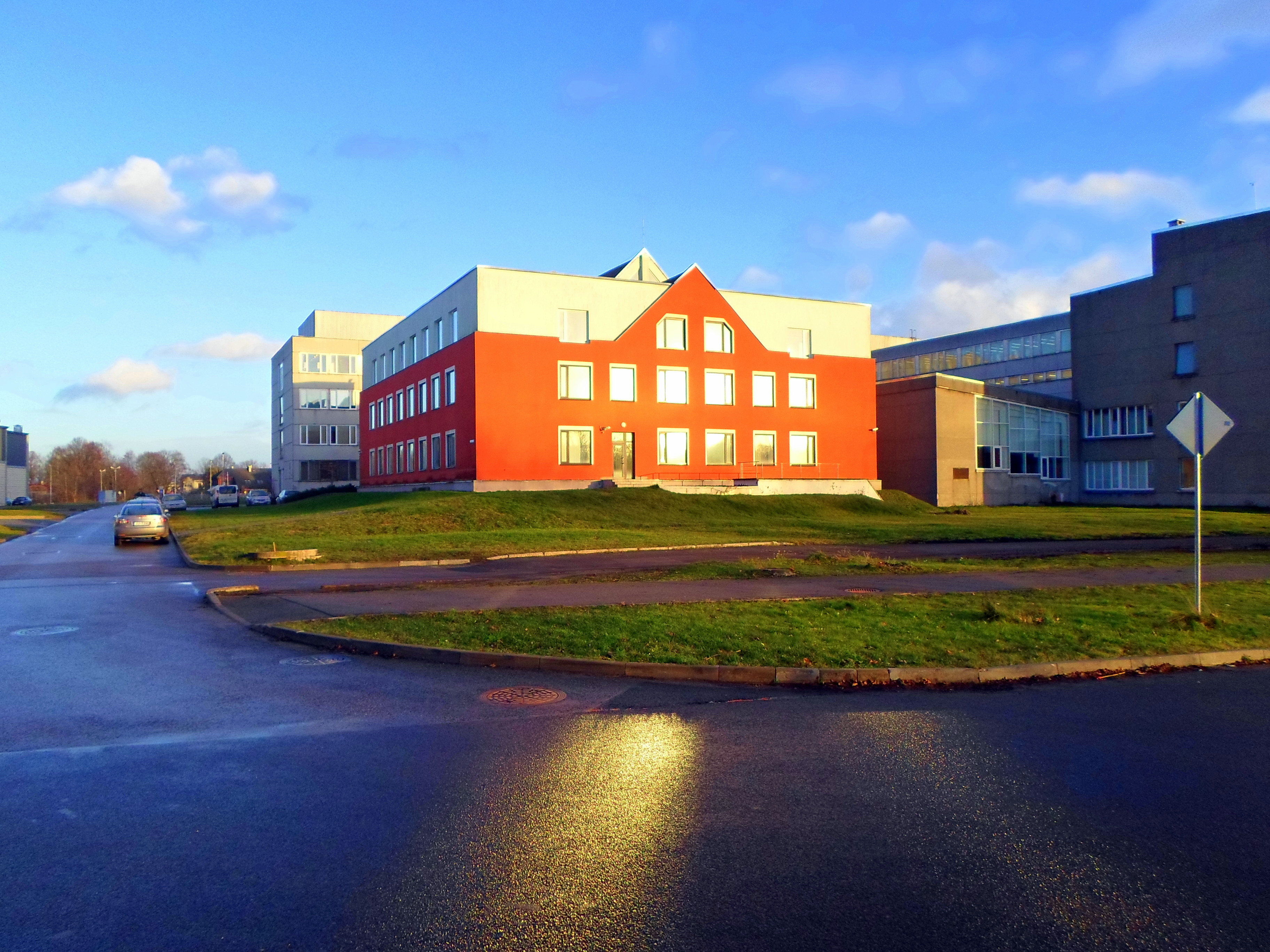
Научная библиотека РТУ

По левой стороне улицы Паула Валдена расположены корпуса Рижского технического университета:
- Дом № 1 — лабораторный корпус.
- Дома № 3 и 7 (адрес до 2013 года — ул. Азенес, 14 и 24) построен двумя очередями, в 1966—1968 (ныне дом № 7) и 1983 году (дом № 3). Первоначально в этом корпусе располагались химический факультет, факультет радиоэлектроники и инженерно-экономический факультет; в настоящее время — факультет материаловедения и прикладной химии[7].
- Дом № 5 (адрес до 2013 года — ул. Кипсалас, 10) — научная библиотека РТУ.

Правую (северную) сторону улицы занимает территория Международного выставочного центра «Кипсала» (улица Кипсалас, 8).